# Circo de gallos de Recoletos
El Circo de gallos de Recoletos fue un reñidero de gallos instalado en el Paseo de Recoletos, en la ciudad de Madrid (España) en 1858. Fue contemporáneo del no menos aristocrático Circo gallístico de Teresa de Córdoba en la cercana calle de Fernando el Santo. También hay noticia en la prensa de la época de otro local de estas características en el mismo Paseo de Recoletos (al que se supone sucedió el nuevo salón del palacio de las Delicias, calle del Almirante, esquina a Recoletos).

## Historia
En el periódico madrileño la Correspondencia Autógrafa del 9 de mayo de 1858, puede leerse: "Ayer se inauguró el lujoso Circo de gallos de los Recoletos. Es espacioso, y su distribución cómoda y elegante. Entre las muchas personas notables... duques de Veraguas y Ahumada con sus señoras, el general Serrano y su esposa, y el general Ros de Olano (...) Senadores y Diputados a Cortes y varios periodistas. Hubo muy buenas riñas y se jugó en ellas bastante dinero".
Con capacidad para 750 espectadores, es evocado por Pedro Antonio de Alarcón en Cosas que fueron como nuevo lugar de cita para los madrileños de 1858,